# Medalha do Centenário (SRC)
A Medalha do Centenário  foi instituída em  1982 para render homenagem a pessoas e organismos que contribuíram de maneira importante aos objetivos da Sociedade Real do Canadá e para sublinhar as relações desta sociedade com organizações internacionais.
Foi criada para comemorar o centenário da Sociedade, que foi fundada em 1882. É concedida sem nenhuma regularidade de datas.

## Laureados[1]

### 1982
- H.F. Angus
- R.E. Bell
- S.D. Clark
- W.H. Cook
- C.E. Dolman
- H.E. Duckworth
- R.E. Folinsbee
- Claude Fortier
- G.M. Harrison
- Gerhard Herzberg
- Larkin Kerwin
- Kaye Lamb
- Maurice Lebel
- Léon Lortie
- A.R.M. Lower
- Joseph Pearce
- Guy Sylvestre
- H.G. Thode
- J.T. Wilson
- D.M. Baird
- James Gibbard
- J.T. Henderson
- W.C. Hood
- J.W. Hopkins
- L.E. Howlett
- R.H. Hubbard
- Léopold Lamontagne
- Séraphin Marion
- Fernand Ouellet
- D.A. Ramsay
- S.C. Robinson
- J.M. Robson
- C.P. Stacey
- G.J. Thiessen
- E. Whalley
- K. Whitham
- K.D. McRae
- K.U. Ingold
- Milton Bell
- T. Blachut
- G.C. Butler
- A.M. Fallis
- Kenneth Hare
- Vallance Jones
- G.C. Laurence
- R.F. Legget
- W.B. Lewis
- J.L. Locke
- Denis Szabo
- Marc-Adélard Tremblay
- Paul Wyczynski
- Morris Zaslow
- George Garland
- Francess Halpenny
- D.G. Hurst
- K.J. Laidler
- A.G. McKay
- Jacques Monet
- Pierre Garneau
- The Duke of Edinburgh
- Roland Michener
- Andrew Huxley
- Edouard Bonnefous
- Edward Schreyer
- Pierre Elliott Trudeau
- Bora Laskin
- Jean Marchand
- Jeanne Sauvé
- William Davis
- Richard Hatfield
- Peter Lougheed
- Paul Germain
- André Fortier
- Gordon MaNabb
- Tim Porteous
- Stuart Smith
- Presidente da Academia Polonesa da Ciência
- Presidente da Sociedade Real da África do Sul
- Maurice Leroy
- Roger Guindon
- W.E. Taylor Jr.
- Wilfred I. Smith
- Guy Sylvestre
- J.K. Galbraith
- Pierre George
- Jacques Henripin
- Sylvia Ostry
- Frank Press
- Francis Sparshott

### 1983 - 2005
| - 1983 - Alain Gourdon - 1986 - Henry Regier - 1986 - Mel Hurtig e James Marsh - 1988 - J. Pouilloux - 1988 - Horace Krever, M.T. Aye e Rod Fraser - 1989 - R.G. Worton, L.-C. Tsui e J.R. Riodan | - 1990 - Dicionário biográfico do Canadá - 1993 - Thomas H. Clark - 1994 - Atlas histórico do Canadá - 2002 - Eric Kandel - 2005 - Ernest McCulloch e James Till |